# Incunable americano

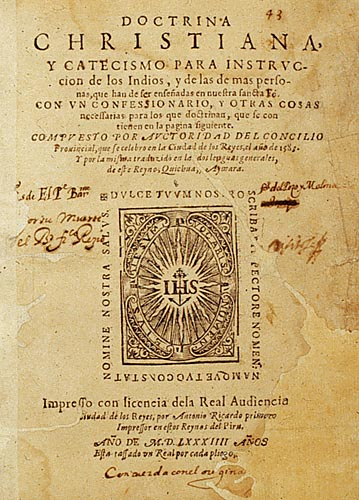
Portada de Doctrina christiana y catecismo para instrucción de los Indios..., impreso en Lima, 1585, por Antonio Ricardo

Se llama incunable americano (del latín incunabulae, en la cuna) a todo libro impreso durante el primer siglo de la historia americana, entre el siglo XVI d. C. y XVII d. C., desde la introducción de la imprenta en México, en 1534. Algunos establecen el límite del período de publicación para los incunables americanos como el año 1600, pero si se consideran los incunables peruanos dentro de este concepto, el plazo debería extenderse hasta el año 1619. Su nombre deriva de los incunables europeos, impresos durante el siglo XV d. C. y hasta antes del día de pascua de 1501. 
La primera imprenta de América se estableció en México en el año 1534. Los primeros libros impresos correspondían a gramática y vocabulario de idiomas nativos, y documentos de carácter religioso, con el fin de convertir a los nativos americanos al cristianismo.
La Escala espiritual de san Juan Clímaco, publicado en Ciudad de México, en 1539 es considerado como el primer incunable americano, luego le siguen el Manual de Adultos de 1540, del burgalés Christóbal de Cabrera y la Relación del espantoso terremoto que agora nuevamente ha acontecido en las Indias en una ciudad llamada Guatimala, del escribano Juan Rodríguez, impreso en México en 1541.

## Tipos de incunables americanos

### Incunables mexicanos
Libros impresos en México entre el año 1534 y 1600.
La primera imprenta del continente americano fue fundada en 1539 en la ciudad de México, capital del virreinato de la Nueva España, con el apoyo del Virrey Antonio de Mendoza, del Cabildo Metropolitano, del obispo de la ciudad fray Juan de Zumárraga (1468-1548) y el parecer imperial.
Del taller sevillano perteneciente a Juan Cromberger, se envió la primera tipografía al Nuevo Mundo. Aun cuando éste no llegó a la ciudad de México, los primeros libros que aparecieron de estas prensas fueron firmados por él. Pocos años después envió como responsable a Juan Pablos, natural de Brescia, Italia a quien se le atribuye la noble tarea de imprimir los primeros impresos mexicanos, mal llamados «incunables americanos».
Además de la imprenta de Juan Pablos se abrieron otras en la ciudad capital. Brillan los nombres de Antonio de Espinosa, Pedro Balli, Pedro y Melchor Ocharte.
El objetivo de los primeros impresos mexicanos obedeció a la necesidad de la evangelización de los indios así como la educación en la Real y Pontificia Universidad. Vocabularios en lenguas indígenas, confesionarios, doctrinas, obras de filosofía entre otras se imprimieron en ese siglo XVI d. C..
Por la importancia que reviste la fundación de la primera imprenta de América en la imperial ciudad de México, orgullo del continente, así como del inicio de una obra que se continuó durante todo el virreinato, popularmente se le ha dado el nombre de incunables americanos, no obstante que el viejo continente no lo reconoce. En Europa se da este título a los libros que se imprimieron a partir las prensas de Gutenberg en el siglo XV d. C. hasta 1500.
Otras imprentas del siglo XVI d. C. en América fueron inauguradas en la Ciudad de Los Reyes, capital del Virreinato del Perú a fines del mismo siglo. E incorporamos en el rubro de Incunables americanos a la ciudad de Manila, dependiente del virreinato de la Nueva España. Sus impresos por haber sido realizados en el último tercio de dicho siglo merecen el mismo reconocimiento.

En el portal del Centro de estudios de Historia de México y de la Biblioteca virtual Cervantes por primera vez estarán disponibles todos los incunables americanos que se conocen y que están resguardos en instituciones públicas y privadas, incluyendo los impresos peruanos y filipinos.
Manuel Ramos Medina
Director del Centro de Estudios de Historia de México Carso

### Incunables peruanos
Consisten en 39 libros impresos, en los talleres de Antonio Ricardo y Francisco del Canto, entre el año 1584 y 1619.
Los incunables peruanos, también conocidos como las «Primeras Ediciones Peruanas y Sudamericanas entre 1584-1619», fueron reconocidos como Patrimonio de la Memoria del Mundo en el año 2013.